# Don't Tell Everything
Don’t Tell Everything és una pel·lícula muda de la Famous Players-Lasky dirigida per Sam Wood i protagonitzada per Wallace Reid i Gloria Swanson. Basada en una història de Lorna Moon amb la qual inicià oficialment la seva carrera com a guionista per a la Paramount, la pel·lícula es va estrenar el 13 de novembre de 1921. Es considera una pel·lícula perduda.

## Argument
Cullen Dale i el seu millor amic, Harvey Gilroy, estimen Marian Westover però la lleialtat de Harvey cap a Cullen fa que aquest es mantingui apart. Aquesta amistat es veu reforçada quan tots dos pateixen lesions en un partit de polo i Cullen es mostra molt sol·lícit a cuidar del seu amic. Poc després Cullen es compromet amb Marion però ha de donar explicacions sobre nombroses fotografies que el mostren abraçat a diverses dones joves, antigues xicotes seves. Per excusar-se difon una xarxa de falsedats que prometen posar-lo en dificultats més endavant. Una de les fotos el mostra amb Jessica Ramsey, una esportista que tracta els homes com a iguals. En assabentar-se del compromís de Cullen, ella busca la seva companyia amb molta persistència. A més, Marian, gelosa, no és capaç d’emular la destresa atlètica de Jessica. Tot plegat explota quan Jessica convida la parella a un allotjament a la muntanya. Marian es nega a anar-hi i Cullen se l'enduu en un cotxe i es casen a la intempestiva. La lluna de mel acaba ràpid quan es veu interrompuda per una disputa que provoca que Marian torni a casa i que Cullen vagi a la cabana de la muntanya de Jessica sense explicar que s'ha casat. Es produeix una tempesta que impedeix que Cullen pugui tornar a casa i Marian, alarmada, demana ajuda a Gilroy i tots dos es dirigeixen a la cabana de la muntanya. Allà la parella es reconcilia per a la satisfacció de tots menys de Jessica.

## Repartiment
- Wallace Reid (Cullen Dale)
- Gloria Swanson (Marian Westover)
- Elliott Dexter (Harvey Gilroy)
- Dorothy Cumming (Jessica Ramsey)
- Genevieve Blinn (Mrs. Morgan)
- K. T. Stevens (neboda de Cullen)
- Charles De Briac (fill bessó dels Morgan)
- Raymond De Briac (fill bessó dels Morgan)